# Ньёль-ле-Вируй
Ньёль-ле-Виру́й (фр. Nieul-le-Virouil) — коммуна во Франции, находится в регионе Пуату — Шаранта. Департамент коммуны — Шаранта Приморская. Входит в состав кантона Мирамбо. Округ коммуны — Жонзак.
Код INSEE коммуны — 17263.

## Население
Население коммуны на 2010 год составляло 584 человека.
| 1962 | 1968 | 1975 | 1982 | 1990 | 1999 | 2010 |
| ---- | ---- | ---- | ---- | ---- | ---- | ---- |
| 685  | 660  | 577  | 530  | 547  | 568  | 584  |